# Aérospatiale SA 330
Die Aérospatiale SA 330 Puma ist ein mittlerer Transporthubschrauber. Er entstand in Zusammenarbeit des französischen Herstellers Aérospatiale und des britischen Herstellers Westland Aircraft.

## Geschichte
Der SA 330 Puma wurde ursprünglich entwickelt, um die Anforderungen der französischen Streitkräfte an einen neuen mittleren allwettertauglichen Hubschrauber zu erfüllen. Er sollte in der Lage sein, in verschiedenen Klimazonen Tag- und Nachteinsätze fliegen zu können.
1967 entschied sich die britische Royal Air Force ebenfalls für den SA 330 und gab ihm die Bezeichnung Puma HC.Mk.1. Aufgrund dieses Kaufentscheides wurde der SA 330 Teil einer Produktionskooperation zwischen Aérospatiale und Westland Helicopters.
Der Erstflug des ersten Prototyps fand am 15. April 1965 statt. Daraufhin wurden noch sechs Vorserienmodelle gefertigt, bevor das erste Serienmodell im September 1968 zu seinem Erstflug startete. Am 25. April 1978 wurde der Type SA 330J als erster Hubschrauber außerhalb der Sowjetunion als allwettertauglich eingestuft. Er durfte auch bei Vereisungsgefahr starten.
Die Produktion lief bis 1987. Insgesamt wurden 697 Maschinen verkauft, darunter auch an den Bundesgrenzschutz. Die Produktion wurde mit dem verbesserten Aérospatiale AS 332 „Super Puma“ fortgesetzt, der ebenfalls beim Bundesgrenzschutz und dessen Nachfolgeorganisation, der Bundespolizei, verwendet wird.
Varianten des SA 330 wurden bei der Denel Aviation of Southafrica (Südafrika), bei der ICA (Rumänien) und bei der IPTN (Indonesien) gefertigt, teilweise in Lizenz.

## Versionen

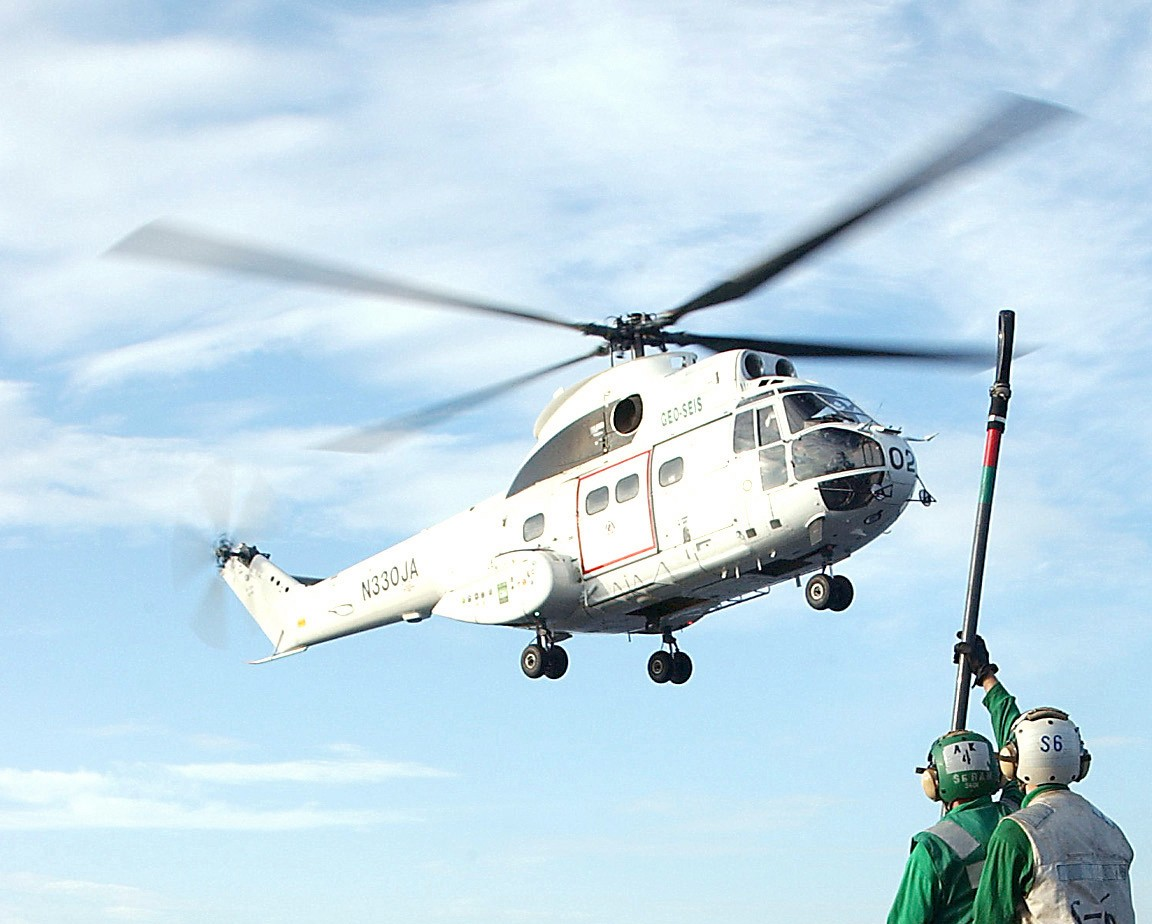
Aérospatiale SA 330 „Puma“ vor der Montage eines Lastseils auf einem Flugzeugträger

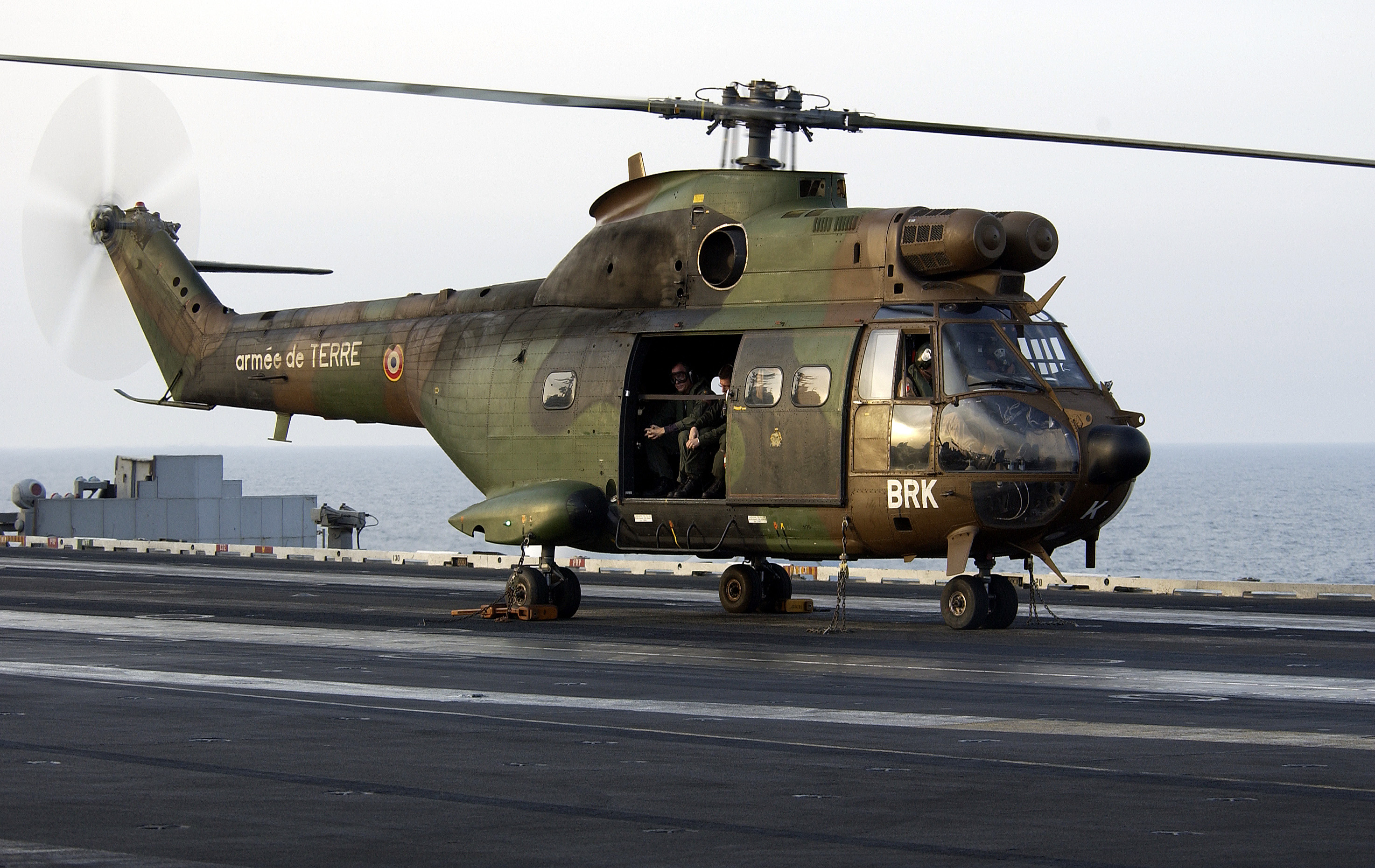
Eine SA 330 B der französischen Armee auf einem US-Flugzeugträger im März 2004

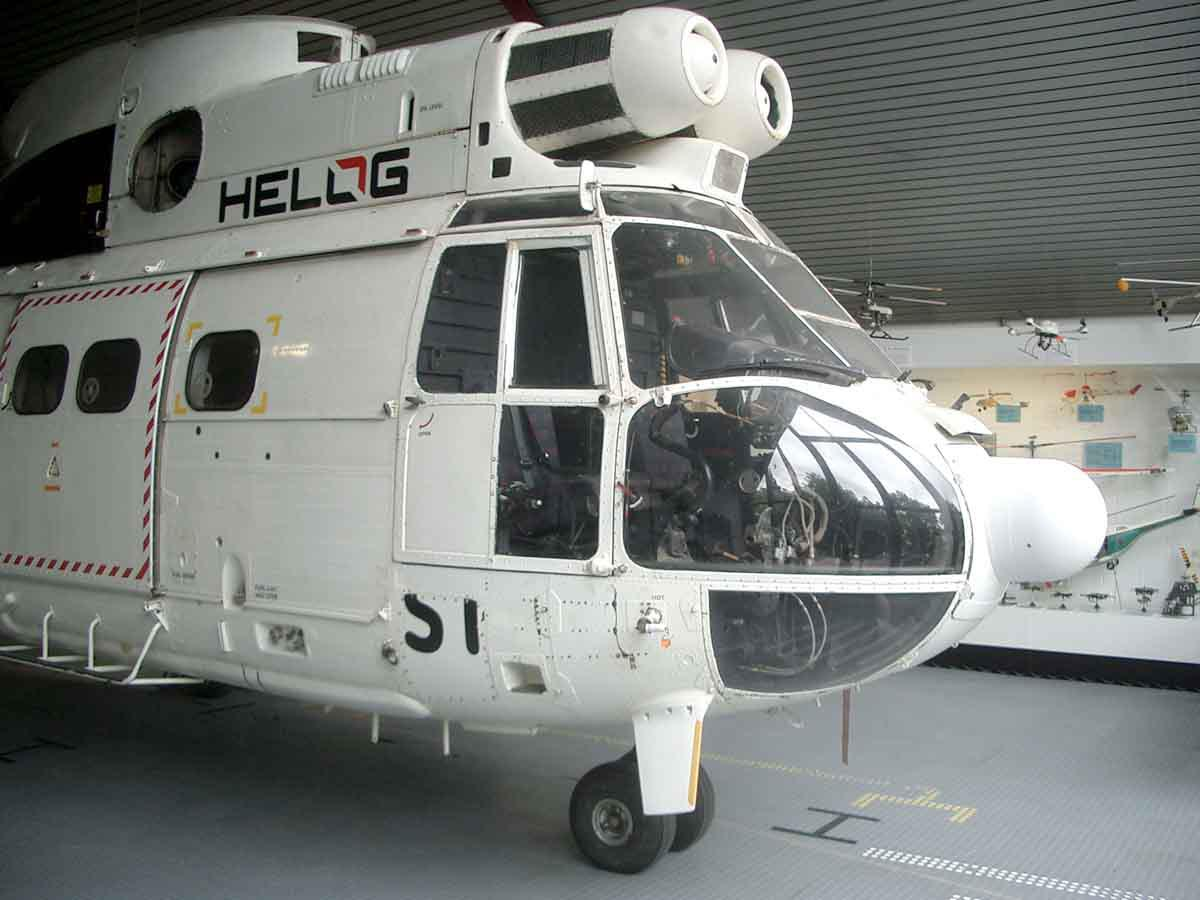
Aérospatiale SA 330J „Puma“ im Hubschraubermuseum Bückeburg

- SA 330A: Prototypen, ursprünglich als „Alouette IV“ bezeichnet.
- SA 330B: Ursprüngliche Ausführung für die französische Aviation légère de l’armée de Terre, überlebende Exemplare später zur Version SA 330Ba modernisiert, entspricht der Baureihe H.
- SA 330C: Erste Serienversion.
- SA 330E/Puma HC.1: Bei Westland Helicopters gebaute Version für die RAF im Einsatz bei der 18., 33. und 230. Staffel, unter anderem zwischen 1980 und 1997 bei der RAF Germany.
- SA 330E/Puma HC.2: Modernisierung zwischen 2011 und 2014 für 340 Mio. Euro mit verlängerter Lebensdauer der Struktur bis zum geplanten Dienstende 2022, zeitgemäßen Systemen, Verstärkungen an der Zelle und neuen Turbomeca-Makila-1A1-Turbinen. Der Erstflug erfolgte am 29. Juni 2011 im französischen Marignane.,[2] 24 aus HC.1 umgebaute Exemplare
- SA 330F: Erste zivile Exportversion mit Turbomeca-Turmo-IIIC4-Wellenturbinen.
- SA 330G: Aufgewertete Zivilversion mit Turbomeca-Turmo-IVC-Wellenturbinen und einem Hauptrotor aus Kunststoff.
- SA 330H: Aufgewertete Maschinen der französischen Armee und Exportmaschinen mit Turbomeca-Turmo-IVC-Wellenturbinen und einem Hauptrotor aus Kunststoff.
- SA 330L: Aufgewertete Version für den Einsatz unter sogenannten „hot and high“-Bedingungen.
- SA 330J: Baugleich der SA 330L, aber für den zivilen Markt.
- SA 330Z: Prototyp mit einem Fenestron-Heckrotor.
- SA 330 „Orchidee“: Modifizierte SA 330 zur Mitnahme des „Orchidee“-Überwachungsradars für die französische Armee.
- AS 332
- Oryx: Aufgewertete SA 330 „Puma“ für die Streitkräfte Südafrikas
- IAR-330L: Bei Întreprinderea Aeronautică Română in Rumänien gebaute Lizenzmaschinen. Von Aerospatiale als SA 330L bezeichnet. Drei Exemplare wurden später zu Marine-Kampfhubschraubern umgerüstet[3]
- IPTN NAS 330J: Bei der indonesischen Firma IPTN unter der Bezeichnung NAS 330J montierte Maschinen. Von Aerospatiale als SA 330J bezeichnet. Es wurden nur elf Maschinen gebaut.
- Puma HC.Mk.1: Bei Westland Helicopters gebaute SA 330 E für die RAF.
- Puma HC.MK.2: Modernisierte Version, entstanden aus umgerüsteten Mk.1, der Auftrag wurde 2008 an Eurocopter vergeben, die Umrüstung selbst erfolgte in Rumänien.

## Technische Daten

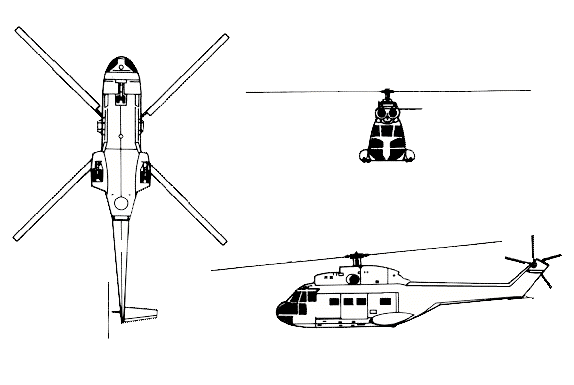
Dreiseiten-Ansicht

| Kenngröße             | Daten                                                                                              |
| --------------------- | -------------------------------------------------------------------------------------------------- |
| Heckrotor             | Haupt-Heckrotor-Anordnung                                                                          |
| Fahrwerk              | einziehbares Dreipunktfahrwerk (in marinen Versionen können aufblasbare Schwimmer montiert werden) |
| Länge                 | 18,15 m                                                                                            |
| Rotordurchmesser      | 15,0 m                                                                                             |
| Höhe                  | 5,14 m                                                                                             |
| Leermasse             | 3.770 kg                                                                                           |
| max. Startmasse       | 7.400 kg                                                                                           |
| Passagiere            | 16                                                                                                 |
| Triebwerk             | 2 × Wellenturbinen Turbomeca Turmo IVC mit je 1.175 kW                                             |
| Höchstgeschwindigkeit | 258 km/h                                                                                           |
| Dienstgipfelhöhe      | 4.800 m                                                                                            |
| Steigrate             | 552 m/min                                                                                          |
| Bewaffnung            | 7,62-mm-Maschinengewehre und 20-mm-Maschinenkanonen                                                |

## Einsatz
Eingesetzt wurden die zivilen und militärischen „Puma“-, „Super Puma“- und „Cougar“-Versionen in folgenden Ländern: Äthiopien, Afghanistan, Argentinien, Belgien, Brasilien, Chile, China, Deutschland, Ecuador, Elfenbeinküste, Frankreich, Gabun, Großbritannien, Hong Kong, Indonesien, Iran, Japan, Jordanien, Kamerun, Kenia, Kuwait, Libanon, Malawi, Marokko, Mexiko, Nepal, den Niederlanden, Nigeria, Oman, Pakistan, Portugal, Rumänien, Saudi-Arabien, Senegambia, Spanien, Schweden, in der Schweiz, Sudan, Südafrika, Togo, Türkei, Vereinigte Arabische Emirate und Zaire.
In Deutschland kommen die „Puma“ und „Super Puma“ bei der Bundespolizei (früher BGS) zum Einsatz. Die RAF Germany betrieb zwischen 1980 und 1993 ebenfalls „Pumas“ in Deutschland, stationiert auf dem Flughafen Gütersloh.

### Stationierungsorte in Deutschland
- Bundespolizei (früher Bundesgrenzschutz)
  - Flugplatz Bonn/Hangelar, Dezember 1973 bis August 2008, SA330F/G/J Puma – ab 2005 abgelöst durch AS332S1 Super Puma (Grenzschutzfliegergruppe, ab 2005 Bundespolizei-Fliegergruppe), daneben werden auch Bad Bramstedt-Fuhlendorf, Ahrensfelde-Blumberg, Fuldatal, und Oberschleißheim genutzt.
- Aviation légère de l’armée de Terre
  - Flughafen Friedrichshafen, September 1973 bis 1992, SA330B Puma (Groupe d’aviation légère du 2ème corps d’armée, ab 1978 2ème Régiment d’hélicoptères de combat)
- Royal Air Force Germany
  - RAF Gütersloh, Oktober 1980 bis März 1993, SA330E Puma HC.1 (18. und 230. Squadron)
  - RAF Laarbruch, März 1993 bis März 1997, SA330E Puma HC.1 (18. Squadron)

## Trivia
In den Filmen Rambo II – Der Auftrag und Rambo III wurde ein umgebauter „Puma“ als Ersatz für den von den sowjetischen Truppen verwendeten Mil-Mi-24-Kampfhubschrauber eingesetzt. In den 1980er-Jahren war es nahezu unmöglich, an diesen Kampfhubschrauber der Sowjetunion zu gelangen, daher stattete man einen „Super Puma“ mit Stummelflügeln und Bewaffnung aus und verwendete diesen anstatt eines echten Mil.